# زیردریایی یو-۱۷۹
زیردریایی یو-۱۷۹ (به انگلیسی: German submarine U-179) یک زیردریایی بود که طول آن ۸۷٫۵۸ متر (۲۸۷ فوت ۴ اینچ) و ارتفاع آن ۱۰٫۲ متر (۳۳ فوت ۶ اینچ) بود. این زیردریایی در سال ۱۹۴۲ ساخته شد.